# Grandma Moses
Pour les articles homonymes, voir Moses.
Anna Mary Robertson Moses (7 septembre 1860 - 13 décembre 1961), plus connue sous le nom de Grandma Moses (Grand-maman Moses), est une artiste populaire américaine renommée.

## Biographie
Elle est souvent citée comme exemple d'une personne ayant entamé une carrière artistique à un âge avancé, ayant commencé à peindre à plus de 70 ans après avoir abandonné sa carrière de brodeuse en raison d'une arthrite.
C'est le galeriste et historien d'art Otto Kallir qui, dans les années 1940, découvre le talent et les œuvres de cette artiste amateur encore inconnue. Sa petite-fille, Jane Kallir, fondera en 2017 le Kallir Research Institute qui, en marge des œuvres de Richard Gerstl et surtout d'Egon Schiele, poursuit la promotion de celles de « Grandma Moses ».
En novembre 2006, Sugaring Off (1943) est devenu le tableau d'elle ayant atteint la plus haute cote, à 1,2 million de dollars (plus d'un million d'euros). Cette œuvre est un bon exemple des scènes rurales simples qui ont établi sa renommée.

## Annexes

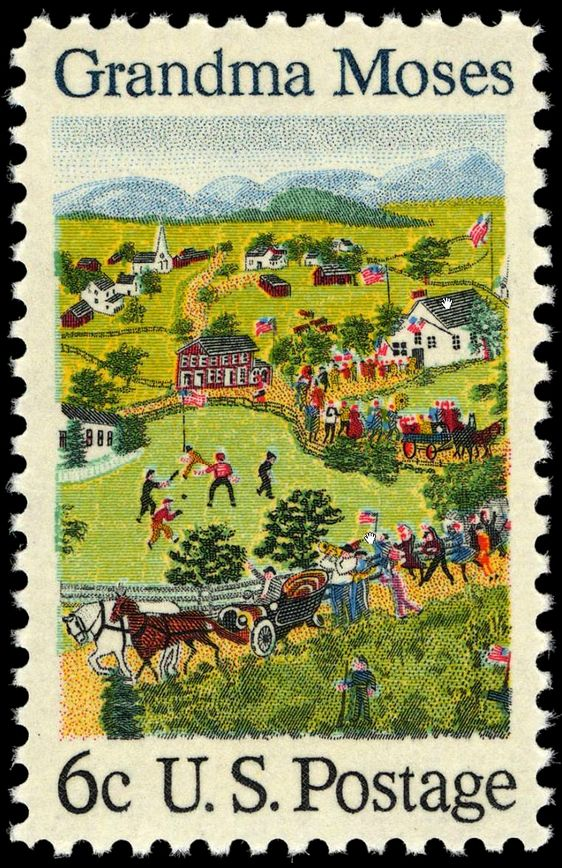